# Ляхово (Велізький район)
Ляхово (рос. Ляхово) — присілок Велізького району Смоленської області Росії. Входить до складу Велізького міського поселення.
Населення — 231 особа (2007 рік) .